# Mieczysław Fęglerski
Mieczysław Fęglerski (Buk, 28 novembre 1930 – Poznań, 8 febbraio 2011) è stato un cestista polacco.

## Carriera
Con la Polonia ha disputato due edizioni dei Campionati europei (1955, 1957).

## Palmarès
- Campionato polacco: 4

Lech Poznań: 1948-49, 1950-51, 1954-55, 1957-58
- Coppa di Polonia: 2

Lech Poznań: 1954, 1955